# Cerithiidae
Famille
Les Cerithiidae constituent une famille de mollusques de la classe des gastéropodes.

## Caractéristiques
La famille des Cerithiidae comprend 24 genres et 200 espèces. Leur coquille fusiforme, de taille petite à moyenne, est caractérisée par une ouverture ovale dont le canal siphonal est en forme de bec verseur. Ils vivent généralement en milieu sableux et corallien, dans les eaux tropicales (où la majorité se trouve) et tempérées, le plus souvent à faible profondeur. Ils sont herbivores et détritivores .

## Liste des genres
Selon World Register of Marine Species (22 octobre 2014) :
- sous-famille Alabininae Dall, 1927
  - genre Alabina Dall, 1902
- sous-famille Bittiinae Cossmann, 1906
  - genre Argyropeza Melvill & Standen, 1901
  - genre Bittiolum Cossmann, 1906
  - genre Bittium Gray, 1847
  - genre Cacozeliana Strand, 1928
  - genre Cassiella Gofas, 1987
  - genre Cerithidium Monterosato, 1884
  - genre Ittibittium Houbrick, 1993
  - genre Lirobittium Bartsch, 1911
  - genre Neostylidium Doweld, 2013
  - genre Pictorium Strong & Bouchet, 2013
  - genre Varicopeza Gründel, 1976
  - genre Zebittium Finlay, 1926
- sous-famille Cerithiinae Fleming, 1822
  - genre Cerithioclava Olsson & Harbison, 1953
  - genre Cerithium Bruguière, 1789
  - genre Clavocerithium Cossmann, 1920
  - genre Clypeomorus Jousseaume, 1888
  - genre Colina H. Adams & A. Adams, 1854
  - genre Fastigiella Reeve, 1848
  - genre Gourmya Bayle, 1884
  - genre Liocerithium Tryon, 1887
  - genre Pseudovertagus Vignal, 1904
  - genre Rhinoclavis Swainson, 1840
  - genre Royella Iredale, 1912

Selon Fossilworks :
- sous-famille † Uchauxiinae Kollmann, 2005
  - genre † Provolibathra Kollmann, 2005

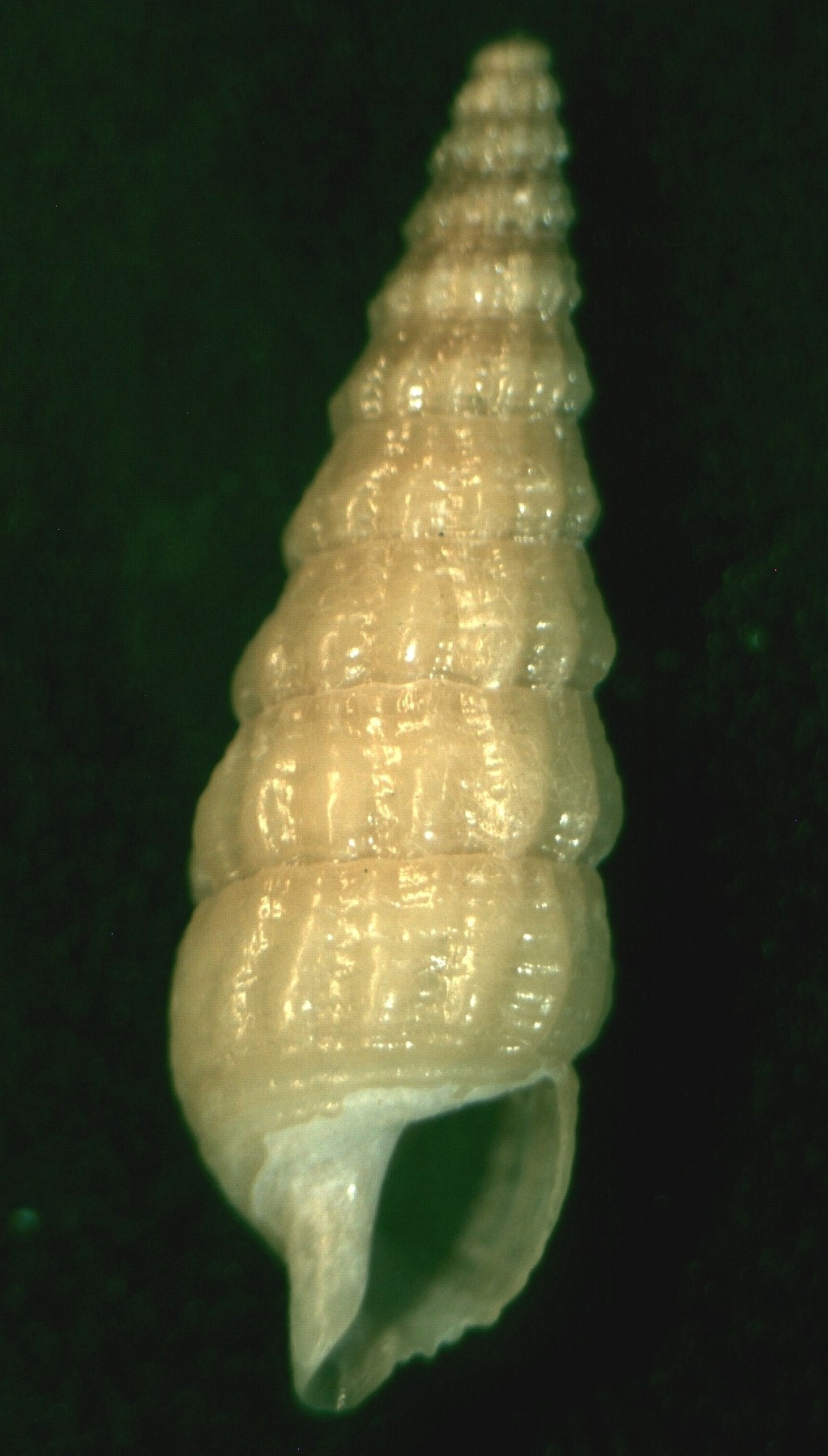
Ataxocerithium serotinum
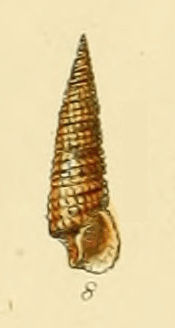
Bittium reticulatum
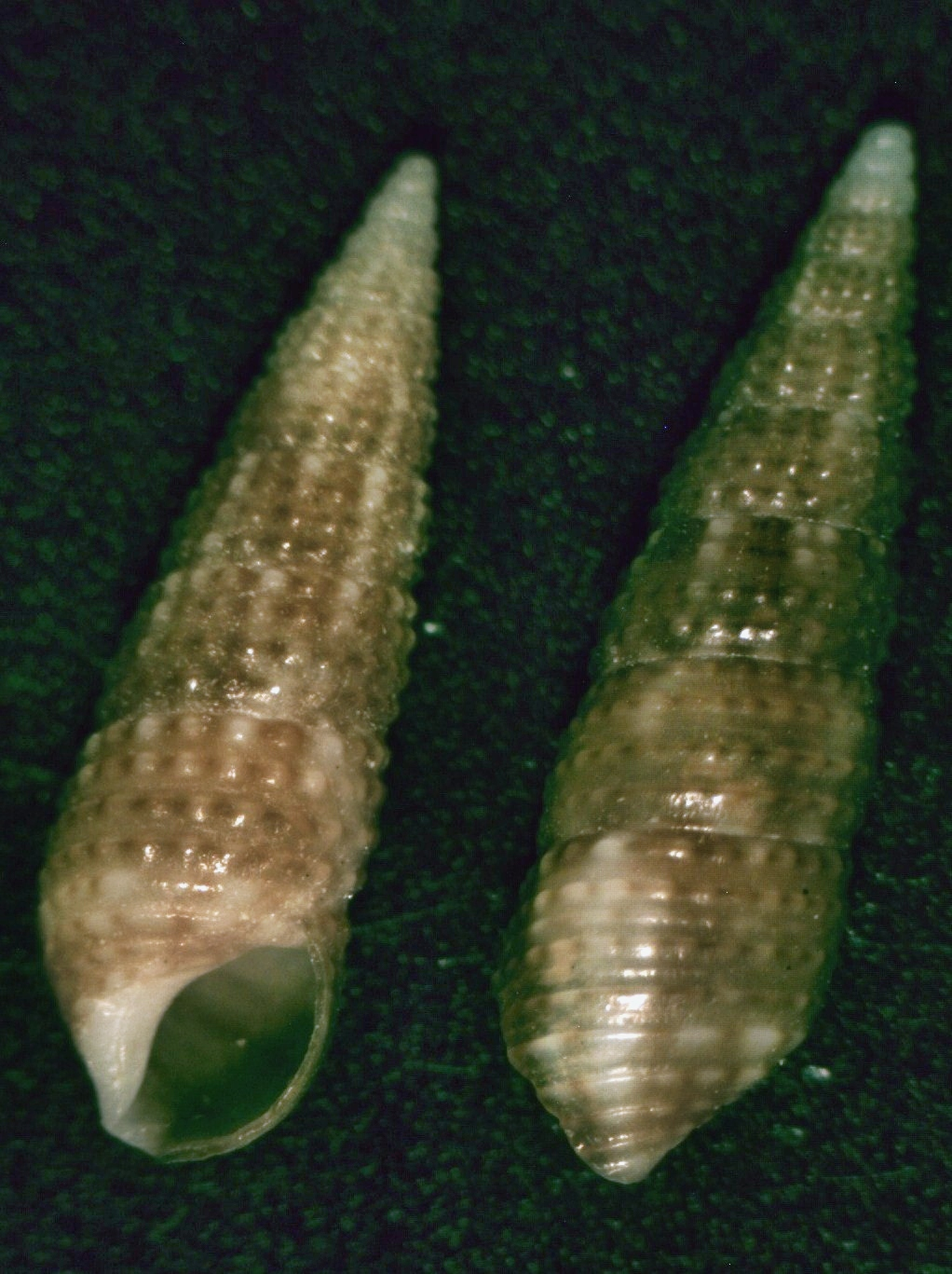
Cacozeliana granarium
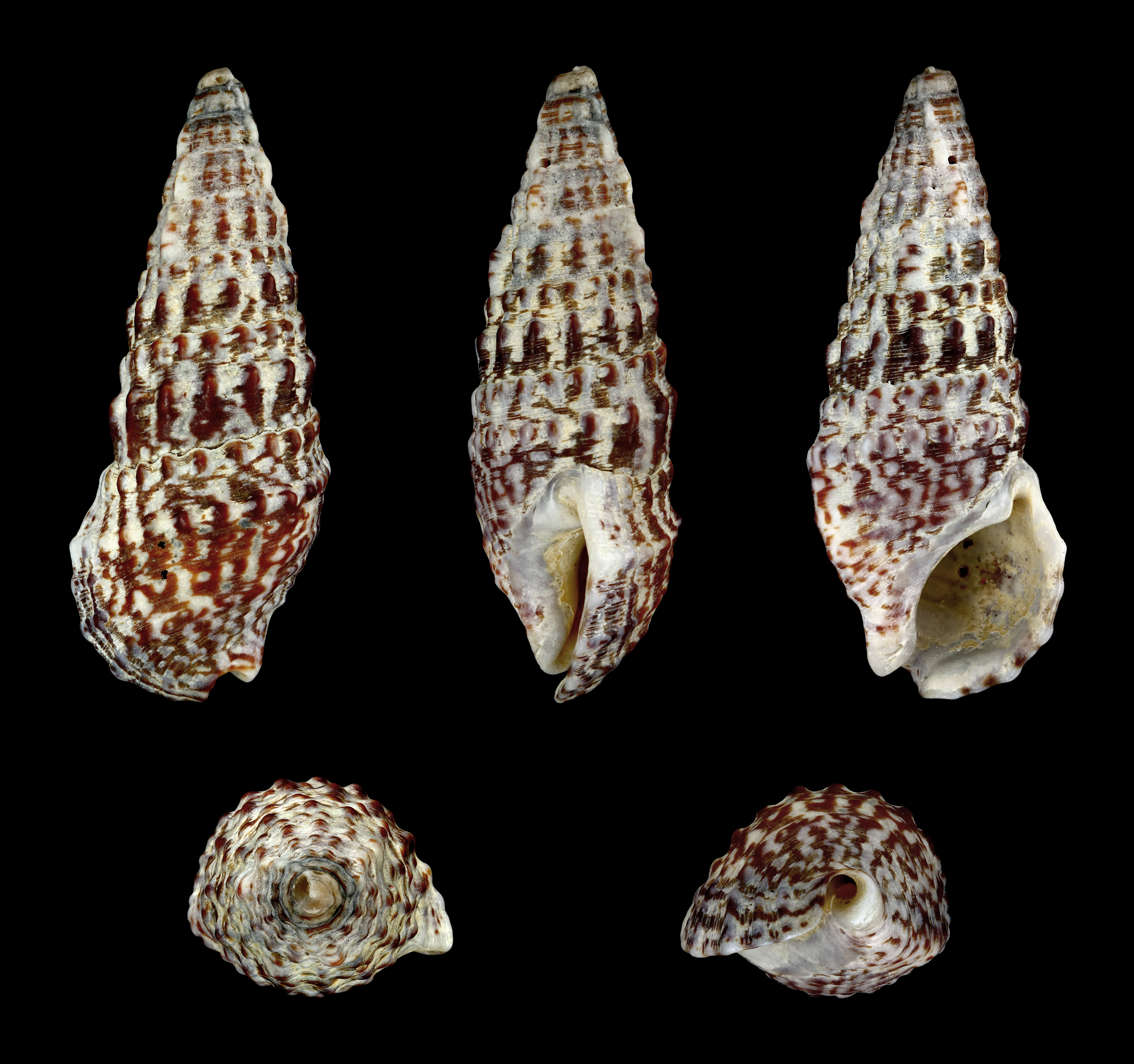
Cerithium vulgatum
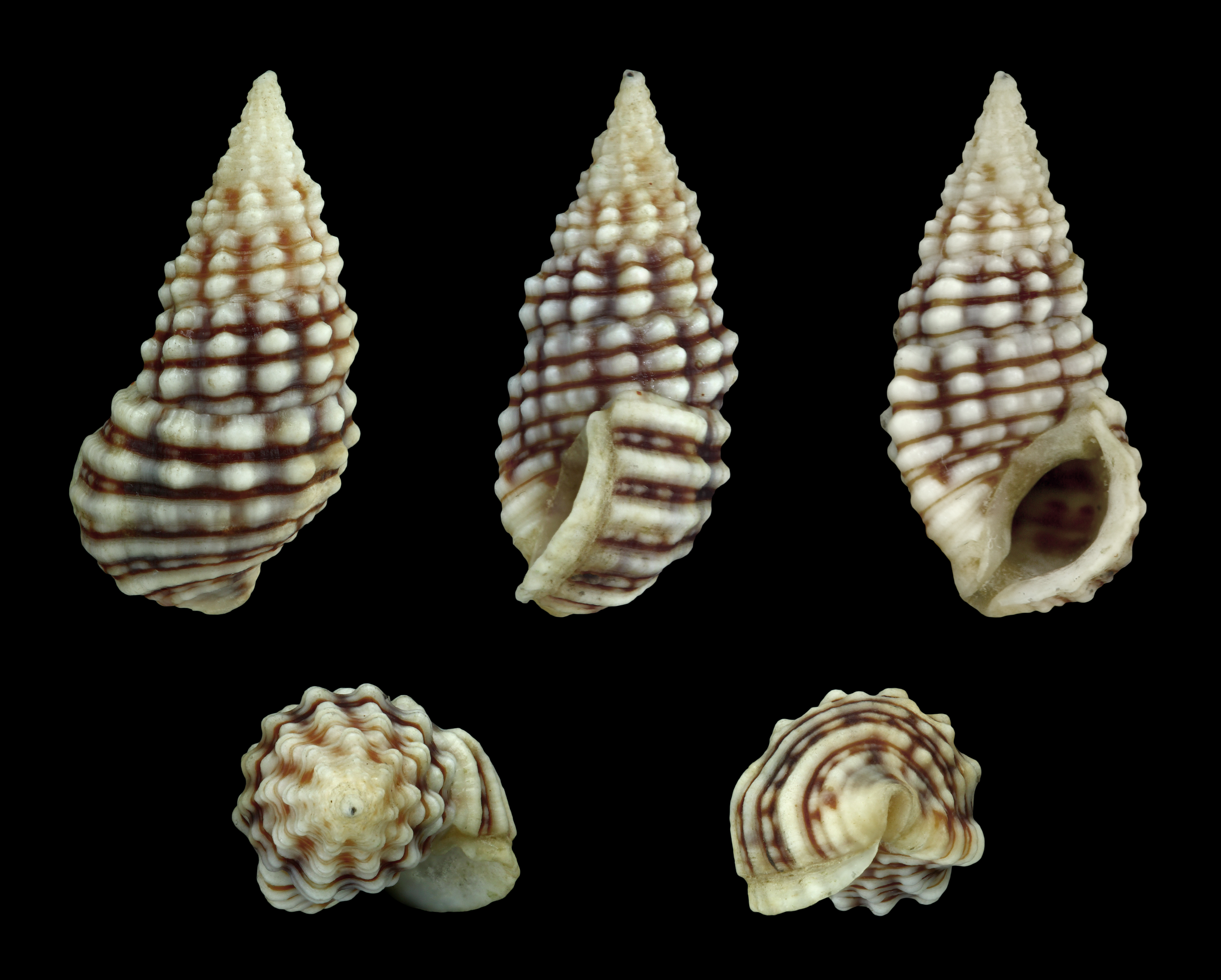
Clypeomorus persica
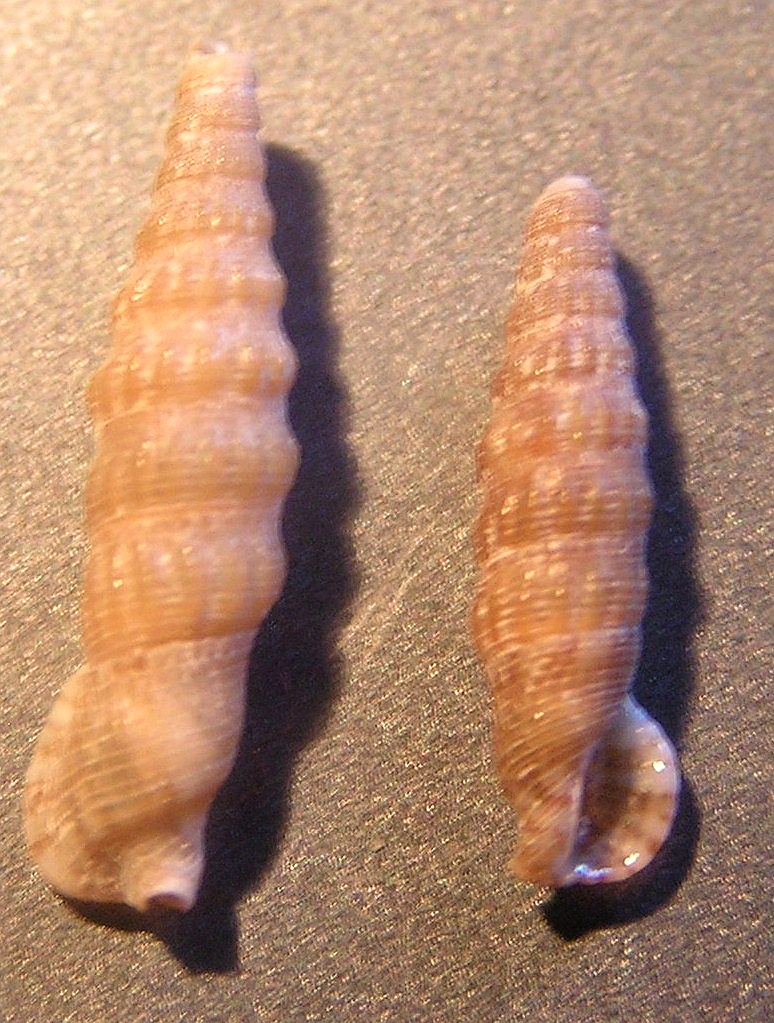
Colina macrostoma
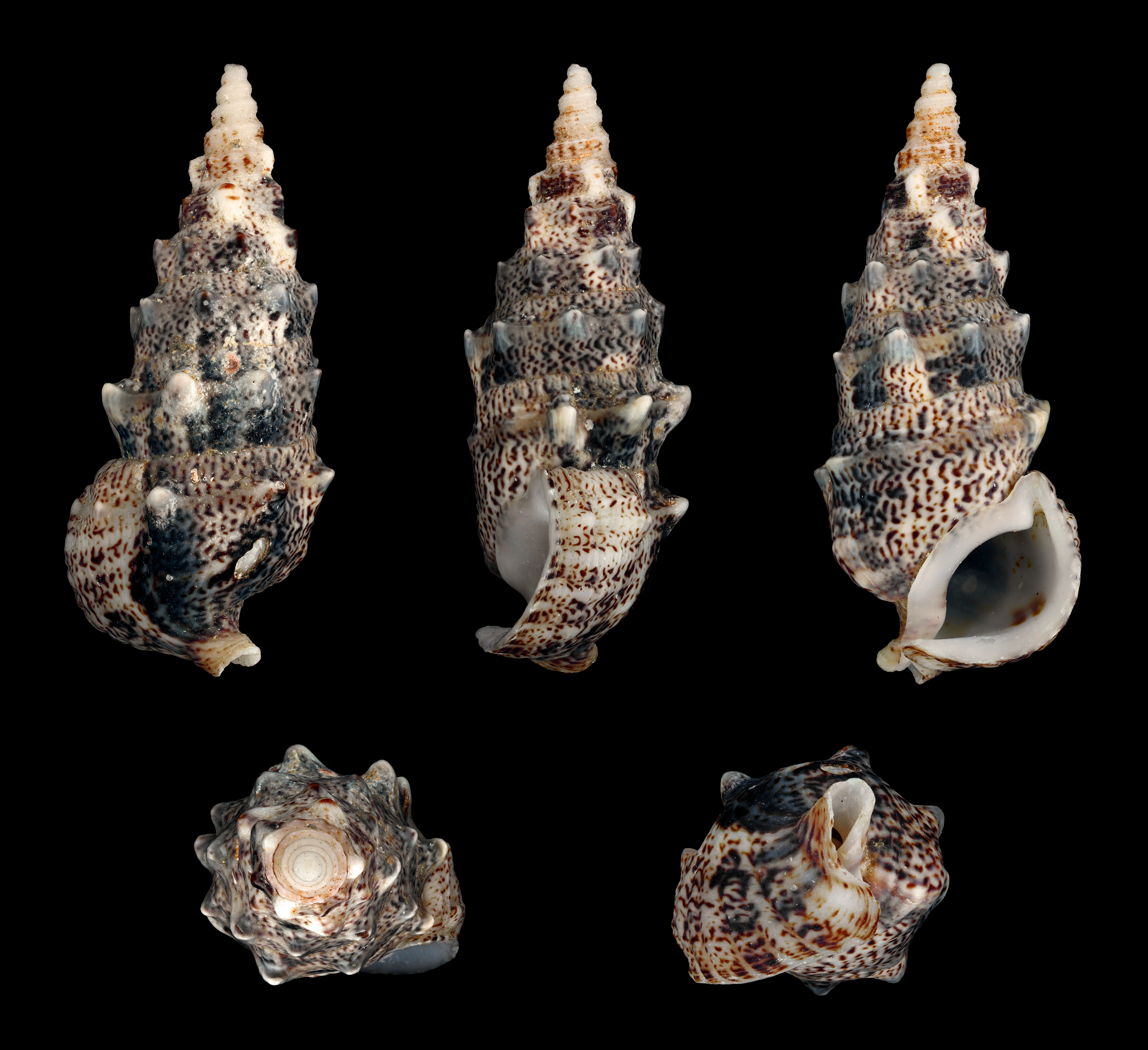
Pseudovertagus aluco
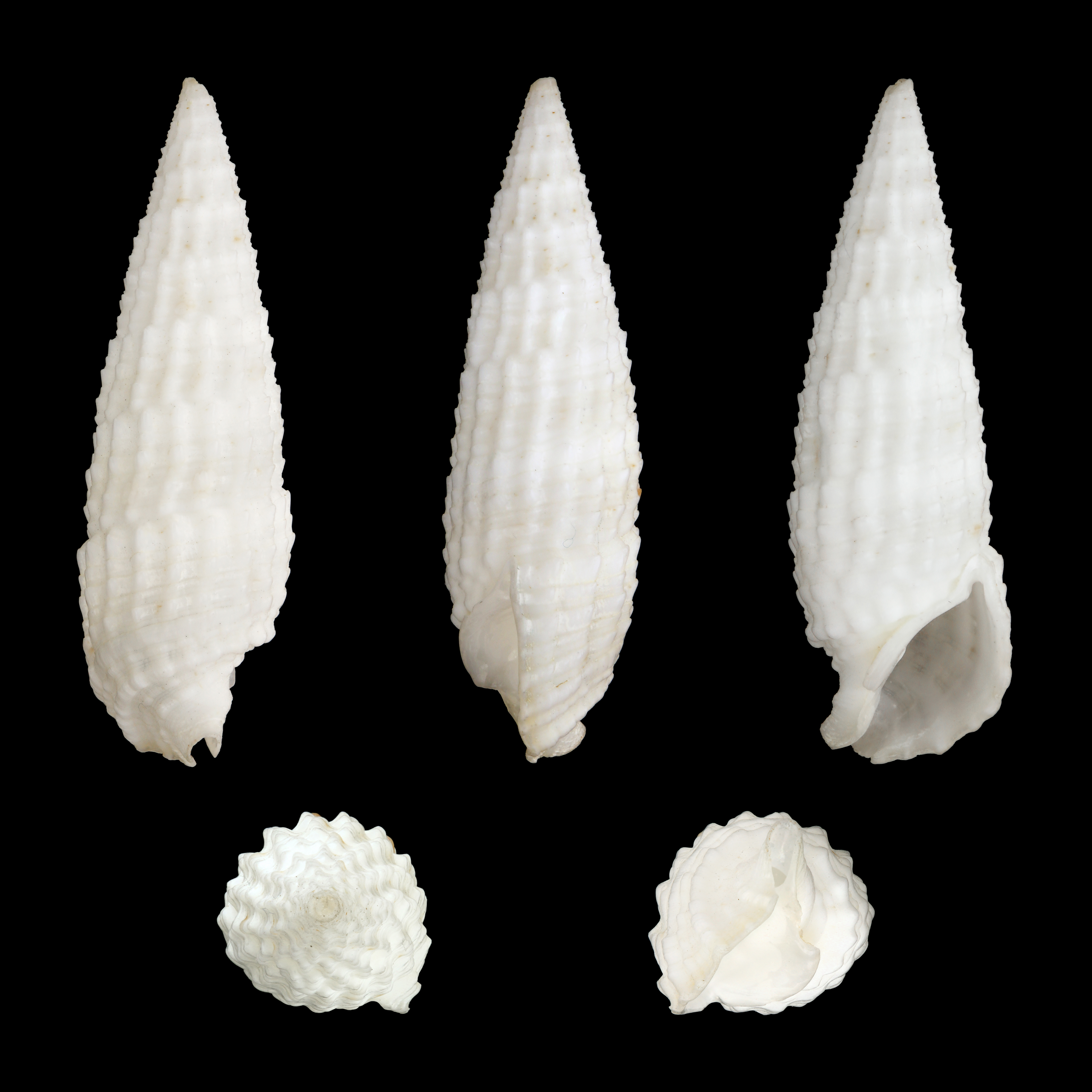
Rhinoclavis aspera